# Charles Joughin
Charles John Joughin (3 de agosto de 1878, Birkenhead, noroeste de Inglaterra-9 de diciembre de 1956, Paterson, Nueva Jersey) fue un chef de cocina inglés que estuvo trabajando en el RMS Titanic. Fue uno de los supervivientes del hundimiento del RMS Titanic conocido por haber sobrevivido en las aguas gélidas del Atlántico norte sin haber sufrido los efectos de la hipotermia a pesar del tiempo que estuvo expuesto.

## Biografía

### A bordo del RMSTitanic
Estuvo a bordo del navío durante su travesía a Southampton desde Belfast como miembro de la tripulación. Como chef de cocina, tenía trece empleados bajo su cargo y recibía una nómina mensual de 12 libras de la época (1.340 libras a día de hoy teniendo en cuenta la inflación).
En el momento de producirse la colisión con el iceberg (14 de abril a las 23:40), Joughin se encontraba en su camarote. De acuerdo con su testimonio, sintió el impacto del choque e inmediatamente se levantó de la cama. Tras observar cómo la tripulación se disponía a preparar los botes salvavidas, ordenó a sus empleados que los cargasen con provisiones: cuatro rebanadas de pan, cuarenta libras de pan, etc, por bote. Se mantuvo al margen por un tiempo hasta que decidió ir con ellos. A las 00:30 llegaría a la cubierta de los botes.
Posteriormente se unió al jefe de oficiales Henry Wilde en el arriado del bote 10 junto con varios sobrecargos y marinos. Mientras tanto, las mujeres y los niños subían a la embarcación, sin embargo estas rehuían al sentirse "más seguras" en el RMS Titanic que en las propias embarcaciones. No obstante, volvieron a embarcar de manera forzosa por el propio Joughin.
Aunque fue asignado como capitán del bote 10, decidió no subir y volvió a su camarote, donde estuvo emborrachándose. Posteriormente y tras visitar al "viejo doctor" (posiblemente Dr. William O'Loughlin), regresó a la cubierta. Una vez bajados todos los botes, arrojó una cincuentena de sillas por la borda que permitiesen la flotabilidad a los pasajeros que no hubiesen podido embarcar en ninguna de las embarcaciones.
Más tarde se dirigiría a la parte de la cubierta donde se encontraba la despensa a por algo de agua para beber. Una vez allí, sintió un fuerte crujido, por lo que se unió a la multitud, la cual corría hacia la popa. De pronto, el RMS Titanic se escoró violentamente hacia babor, y de acuerdo con su testimonio, el movimiento sacudió a todos los presentes. Joughin se sujetó a la barandilla de estribor. Una vez el RMS Titanic empezó a hundirse velozmente, le dio la sensación de estar cayendo por un ascensor, sin embargo, fue el último superviviente en abandonar el transatlántico.
De acuerdo con su testimonio, cuestionado por algunos, estuvo nadando durante dos horas, aunque admitió no haber pasado frío a duras penas gracias a la gran ingesta de alcohol previa (beber en grandes cantidades incrementa el riesgo de padecer hipotermia, sin embargo existen evidencias de que beber hasta cierto punto puede ralentizar la pérdida del calor corporal y prolongar la supervivencia en condiciones gélidas). [cita requerida] Al amanecer observó el bote plegable B, el cual se había volcado accidentalmente al intentar bajarlo, con Charles Lightoller y otros veinticinco hombres de pie encima. Continuó nadando lentamente hacia allí, pero no había suficiente espacio. Sin embargo, un miembro de la tripulación: el cocinero Isaac Maynard le reconoció y ayudó a subir. Finalmente fue transferido a otro bote, en el que estuvo hasta que fue rescatado por el RMS Carpathia. Al abordarlo, tenía los pies tan congelados, que tuvo que caminar de rodillas.

### Últimos años
Tras sobrevivir al desastre, regresó a Inglaterra, donde testificó en la investigación junto con otros miembros de la tripulación. Su esposa Louise Woodward (1879-1919) falleció en su tercer parto. En 1920 empezó a trabajar principalmente en barcos estadounidenses y fijó su residencia definitiva en Paterson, Nueva Jersey donde residiría hasta su fallecimiento. En 1925 se casó con la viuda Annie E. Ripley que le aportó una hijastra, Rose. En 1930 adquirió la ciudadanía estadounidense y enviudó de nuevo en 1944.
El 9 de diciembre de 1956 fallecería en el hospital de Paterson tras dos semanas ingresado por neumonía. En su testamento dejaba como herederas de sus bienes a su hija Agnes Lilian y a su hijastra Rose, su hijo Roland ya había fallecido.

## En la cultura popular
Sus experiencias fueron descritas en la novela de Walter Lord: A Night to Remember y en su adaptación cinematográfica donde sería encarnado por George Rose.